# Sirkka Polkunen
Sirkka Tellervo Polkunen, seit ihrer Hochzeit Sirka Tellervo Vilander (* 6. November 1927 in Jyväskylä; † 28. September 2014) war eine finnische Skilangläuferin, die in den 1950er Jahren startete.

## Werdegang
Polkunen gewann bei den Finnischen Meisterschaften 1951, die während der Lahti Ski Games ausgetragen worden, Bronze über 10 km. Im Folgejahr gehörte sie zum finnischen Kader bei den Olympischen Winterspielen 1952 in Oslo, die zugleich als Nordische Skiweltmeisterschaften gewertet worden. Über 10 km dort gelang ihr mit Rang fünf zwar ein gutes Ergebnis, eine Medaille verpasste sie jedoch knapp.
Bei den Lahti Ski Games 1953 sicherte sich Polkunen über 10 km erneut den dritten Platz. Bei den zeitgleich ausgetragenen finnischen Meisterschaften gewann sie erneut Bronze. Bei den Nordischen Skiweltmeisterschaften 1954 im schwedischen Falun sicherte Polkunen sich gemeinsam mit Mirja Hietamies und Siiri Rantanen die Silbermedaille in der Staffel. Zudem sicherte sie sich über 10 km den sechsten Platz.
1955 sicherte sich Polkunen den Sieg beim Skilanglaufrennen im polnischen Zakopane. Ein Jahr später bei den Olympischen Winterspielen 1956 in Cortina d’Ampezzo landete die Finnin auf dem achten Rang über 10 km. Wenig später sicherte sie sich gemeinsam mit Rantanen und Hietamies den Olympiasieg in der 3 × 5-km-Staffel und wurde damit auch zudem Weltmeisterin. Bei den Finnischen Meisterschaften im gleichen Jahr sicherte sie sich zum dritten Mal in ihrer Karriere die Bronzemedaille über 10 km.
Polkunen arbeitete während und auch nach ihrer aktiven Sportkarriere als Lageristin und Packerin in der Vihtavuori Schwarzpulver-Fabrik.

## Erfolge
- Olympische Winterspiele 1956 in Cortina d’Ampezzo: Gold mit der Staffel
- Nordische Skiweltmeisterschaften 1954 in Falun: Silber mit der Staffel